# Німчинов Костянтин Тихонович
Кость Німчинов (*10 (22) грудня 1898, Андріївка, Україна. — †після 1937, Москва) — український мовознавець 1920-тих років. Славіст, професор. 
Навчався і працював у Харківському університеті. Жертва сталінського терору.

## Біографія
Вихованець наукової школи Олекси Синявського, якого й замінив як керівник секції української мови науково-дослідної кафедри мовознавства імені О.О. Потебні (1928 — 1936) в Харківському ІНО. Викладав українське мовознавство, зокрема на курсі майбутнього славіста Юрія Шереха.
1927 року перебував у річному науковому відрядженні у Чехії (Прага). Після повернення знову викладав у ХІНО, про що є згадка Юрія Шереха: 
| Кость Тихонович викладав дещо плутано, залюбки від лекцій переходив до студентських доповідей, і багато в нього не можна було навчитися. Запам'яталося з його викладів не так зміст, як його одяг, видно, придбаний в Центральній Європі, - високі панчохи, бриджі піскового кольору, незвична кепі з довгим дашком... |
Серед праць Німчинова  — «Український язик у минулому і тепер. Підручна книга до усвідомлення фактів українського язика» (1925, 1926), де українська мова виводиться безпосередньо з праслов'янської (5-6 ст.); статті «До проблеми про диспалаталізацію приголосних перед е в українській мові» (1926), «До етимології та правопису українського прислівника ледви/і» (1927). Співавтор «Практичного російсько-українського словника» (1926), «Загального курсу української мови» (1929) та «Підвищеного курсу української мови» (1929, 1931).
Німчинов загалом дотримувався принципів наукової школи Синявського, яка відзначалася  поміркованістю у підходах до розвитку української мови. Тому перебував у опозиції до мовознавчих принципів Євгена Тимченка і, зрештою, опинився в колі тих, хто вів боротьбу з неугодним владі українським правописом. Офіційно стає членом Комісії з перевірки роботи на мовному фронті, до складу якої входять також Андрій Хвиля (Олінтер), мовознавці Микола Наконечний, Олекса Синявський та партократ Наум Каганович. Ця комісія, зокрема, виносить своєрідний вирок офіційному вживанню букви Ґ. 
Юрій Шерех також залишив спогад про трагічну долю Німчинова в сталінській Україні: 
| Самого Німчинова його протипуристична позиція не врятувала. Коли розгромлено український пуризм, запроваджено до української мови пуризм, заснований на російській мові. На живу мову й далі мало звертали уваги, норми й далі мові накидали. Здоровий глузд Німчинова обертався проти нього. З однією істотною різницею: за українським пуризмом не стояли сили НКВС, за новозапроваджуваним російським - так. Коли почалася нагінка на українську інтелігенцію, Кость Тихонович утік до Москви, де дістав посаду в одному з інститутів. Але не надовго. Скоро його й там заарештували, й він зник навіки. Казали тоді, що завинило тут не його українське минуле, а те, що жінка належала до ЦК комсомолу, а цьому ЦК закинули троцькізм... |
Викрадений органами НКВС 1936 р. в Москві, де працював в одному з інститутів. Імовірно убитий у в'язниці.